# Paramoebidium
Paramoebidium ist eine Gattung einzelliger, symbiotischer Eukaryoten, die den Verdauungstrakt unreifer Süßwasser-Arthropoden (z. B. Larven von Kriebelmücken, Nymphen von Eintagsfliegen und Steinfliegen) besiedeln.
Paramoebidium wird in die Opisthokonta-Klasse Mesomycetozoea (synonym Ichthyosporea, Amoeabidiales) klassifiziert. Sie ist die einzige Gattung der Familie Paramoebidiidae.
Vor 2005 wurden die Gattung Paramoebidium in die Gruppe der Trichomyceten, klassifiziert, weil die zu ihr gehörenden Arten Arthropoden-Därme besiedeln, die Trichomyceten eine ähnliche vegetative Wachstumsform haben, und es Wirtsüberschneidungen zwischen verschiedenen Paramoebidium- und Trichomyceten-Arten gibt.

## Etymologie
Die Vorsilbe ‚para-‘ (deutsch in etwa „ähnlich wie“) bezieht sich auf eine angenommene Verwandtschaft von Paramoebidium mit der Gattung Amoebidium.
Mitglieder beider Gattungen können während ihres Lebenszyklus bewegliche, amöbenartige Verbreitungszellen (englisch dispersal cells) produzieren.
Die Ähnlichkeit des Lebenszyklus, der Morphologie und Ökologie führte zu der früheren Annahme, dass Amoebidium und Paramoebidium sehr eng miteinander verwandt und wahrscheinlich Schwestergattungen sind. Nach heutiger Auffassung sind beide Gattungen etwas weitläufiger verwandt und gehören Schwesterfamilien innerhalb der gemeinsamen Ordnung Ichthyophonida an.

## Beschreibung
Die Paramoebidium-Arten sind einzellig.
Die vegetativen Zellen haben eine längliche, haarähnliche Wuchsform mit einer sekretierten, leimähnlichen Haltevorrichtung (englisch holdfast) an der Basis, mit der sie sich an der Darmschleimhaut des Wirts festhalten.
Eine sexuelle Vermehrung ist unbekannt.
Bei der ungeschlechtlichen Vermehrung wird der gesamte Zellinhalt in viele bewegliche amöboide Zellen aufgeteilt.
Die Zellwand bricht auf und die amöboiden Zellen werden freigesetzt.
Diese amöboiden Zellen werden als „Ausbreitungsamöben“ (engl. dispersal amoebae) bezeichnet, weil sie eine kurze Zeit lang kriechen, bevor sie sich in Zysten umwandeln.
Die Zyste dehnt sich aus und bildet mehrere Sporen (so genannte Zystosporen), die nach ihrer Reifung freigesetzt werden.
Es könne aber auch direkt spindelförmige, aber leicht gebogene Sporen (Sporangiosporen) freigesetzt werden.
Diese Struktur ist ähnlich wie bei der verwandten Art Amoebidium, weshalb man diese Form auch Thallus nennt (obwohl dieser Begriff üblicherweise Formen von Vielzellern beschreibt).

## Arten
Derzeit sind mindestens 17 Paramoebidium-Arten gültig beschrieben.
Mehrere weitere Arten wurden beschrieben (insgesamt bis zu etwa 32), viele gelten aber aufgrund fehlender Beschreibungen und/oder Abbildungen als umstritten.
Die meisten Arten wurden anhand der morphologischen Merkmale der Thalli, Zysten und Zystosporen beschrieben.
Auch der Wirtstyp wird für die Arten angegeben, allerdings ist unklar, wie wirtsspezifisch die verschiedenen Paramoebidum-Arten sind.
Die Thallusformen reichen von gerade, kurz und „fett“ über lang und S-förmig (sigmoidal) bis hin zu verzweigt oder gewunden. P. curvum beispielsweise hat kurze, gewundene, dicke Thalli und kommt in Larven von Kriebelmücken (Simuliidae) vor, während P. hamatum relativ lange Thalli hat, die in der Nähe der Basis durchgängig gekrümmt sind (was ihnen ein „Zuckerstangen“-Aussehen verleiht), und hauptsächlich mit Nymphen bestimmter Eintagsfliegen (Ameletidae und Baetidae), aber auch mit Mückenlarven vergesellschaftet ist.
Von etwa sechs Arten liegen zumindest Teile der Genom-Sequenzen vor, darunter zwei, die nicht zu den ursprünglichen 17 gehören; dazu kommen Sequenzen von zusätzlichen weiteren Stämmen mit unsicherer Zuordnung bzw. zu nicht beschriebenen Arten.
Obwohl Paramoebidium-Arten in herkömmlichen Trichomyceten-Sammlungen relativ häufig vorkommen, ist die Beschreibung neuer Arten aufgrund der großen inner- und zwischenartlichen Variabilität der morphologischen Merkmale problematisch.
Darüber hinaus wurden keine Arten in axenischer Kultur (Reinkultur) gewonnen, so dass sich die Beobachtungen auf die zum Zeitpunkt der Sektion des Wirts vorhandenen Individuen beschränken und sehr leicht einige Stadien des Lebenszyklus (z. B. Ausbreitungsamöben) in der Sammlung nicht vorhanden sind.
Artenliste nach MycoBank, sowie (wo angegeben) Species Fungorum (F) und der Taxonomie des NCBI (N); mit einer Auswahl von Stämmen:
Gattung Paramoebidium Léger & Duboscq, 1929(N)
- Paramoebidium angulatum Valle 2014(F)
- Paramoebidium arcuatum Léger & Duboscq ex Duboscq, Léger & Tuzet 1948
- Paramoebidium argentinense Mazzucch., López-Lastra & Lichtwardt 2000(F)
- Paramoebidium avitruviense L. G. Valle 2014(F,N)
  - Stamm SPA-X-74 – Wirt: Siphonoperla torrentium (Steinfliegen), Spanien(N)
  - Stamm NOR-22-W10(N) – Wirt: Siphonoperla burmeisteri (Steinfliegen), Norwegen(N)
- Paramoebidium bacillare Strongman, Juan Wang & Xu 2010(F)
- Paramoebidium bibrachium Williams & Lichtwardt 1990(F)
- Paramoebidium cassidula Strongman & White 2006(F)
- Paramoebidium chattonii Léger & Duboscq 1929 ex L. G. Valle 1948 [Paramoebidium chattonii]
- Paramoebidium contortum Valle & Busquets 2018(F)
- Paramoebidium corpulentum Lichtwardt & M. C. Williams 1991(N)
  - Stamm KS-114-3 – Wirt: Allocapnia sp. (Steinfliegen), USA: Kansas(N)
- Paramoebidium curvum Lichtwardt 1979(F,N)[5]
  - Stamm AFR-9 – Wirt: eine Kriebelmücken-Art, Südafrika(N)
  - Stamm Mex-16-W14 – Wirt: Simulium sp., Schwesterart von Simulium ornatum (Kriebelmücken), Mexiko(N)
  - Stamm NOR-53-W1a – Wirt: Simuliidae sp. (Kriebelmücken), Norwegen(N)
- Paramoebidium digitoideum Ferrington, Lichtwardt & López-Lastra 1999(F)
- Paramoebidium dispersum Léger & Duboscq ex Duboscq, Léger & Tuzet 1948
- Paramoebidium eccriniforme Léger & Duboscq ex Duboscq, Léger & Tuzet 1948
- Paramoebidium ecdyonuridae L. G. Valle 2014(F,N)
  - Stamm SPA-X-76 – Wirt: Ecdyonurus forcipula (Eintagsfliegen), Spanien(N)
  - Stamm SPA-X-77 – Wirt: Ecdyonurus forcipula (Eintagsfliegen), Spanien(N)
- Paramoebidium fuscum Duboscq, Léger & Tuzet 1948
- Paramoebidium geniculatum Duboscq, Léger & Tuzet 1948
- Paramoebidium giganteum Duboscq, Léger & Tuzet 1948
- Paramoebidium grande Lichtwardt & Arenas 1996(F)
- Paramoebidium hamatum Bench & M. M. White 2012(N)
  - Stamm ID-166-G6 – Wirt: Baetis bicaudatus (Eintagsfliegen), USA: Idaho(N)
  - Stamm ID-157-G11 – Wirt: Baetis sp., USA: Idaho(N)
- Paramoebidium inflexum Léger & Duboscq 1929(F)[1] (Typusart[10])
- Paramoebidium laterale Busquets & Valle 2018(F) [Paramoebidium lateralis]
- Paramoebidium papillatum Lichtwardt & Williams 1992(F)
- Paramoebidium pavillardii Manier 1951
- Paramoebidium pinguiculum Strongman & White 2019(F)
- Paramoebidium procloeoni Manier 1951
- Paramoebidium santanderense Baron & Valle 2018 [Paramoebidium santanderensis ]
- Paramoebidium simulii Tuzet & Manier 1955
- Paramoebidium stipula Strongman & White 2006(F,N)
  - Stamm NS-X-39 – Wirt: Nemouridae sp. (Steinfliegen), Kanada: Nova Scotia(N)
- Paramoebidium thrauli Léger & Duboscq ex Duboscq, Léger & Tuzet 1948
- Paramoebidium torpediniforme Strongman & White 2019(F)
- Paramoebidium umbonatum Strongman & White 2008(F)
- Paramoebidium cf. grande ID-164-G2(N)
  - Stamm ID-164-G2 – Wirt: Simulium piperi (Kriebelmücken), USA: Idaho(N)
  - Paramoebidium sp. DR-16-C8(N)
  - Stamm DR-16-C8 – Wirt: Ephemerellidae (Eintagsfliegen), Dominikanische Republik(N)
- Paramoebidium sp. ID-156-T1(N)
  - Stamm ID-156-T1 – Wirt: Nemouridae sp. (Steinfliegen), USA: Idaho(N)
- Paramoebidium sp. ID-65e-E1(N)
  - Stamm ID-65e-E1 – Wirt: Simuliidae sp. (Kriebelmücken), USA: Idaho(N)

## Simuliomyces microsporus
Interessant ist die Spezies Simuliomyces microsporus (Kickxellomycotina: Harpellales), die wie Paramoebidium-Arten im Hinterdarm von Kriebelmückenlarven wächst. Ihre Thalli heften sich in der Regel an die Darmschleimhaut der Insekten. Aber man findet häufig auch verschiedene Entwicklungsstadien von S. microsporus, einschließlich der Sporenbildung, angeheftet an die Paramoebidium-Thalli.